# Белая эмиграция
Бе́лая эмигра́ция (Русская белая эмиграция, также Русская эмиграция первой волны) — массовая эмиграция Белого движения из России, вызванная военным поражением белых армий в почти шестилетней Гражданской войне.
Общее количество эмигрантов из России на 1 ноября 1920 года по подсчётам американского Красного Креста составило 1 млн 194 тыс. человек. По данным Лиги Наций, по состоянию на август 1921 года в мире было более 1,4 млн беженцев из России. А на 1 ноября 1921 года американский Красный крест оценивал русскую эмиграцию уже в 2 млн человек. В то же время историк Владимир Кабузан оценивает общее число эмигрировавших из России в 1918—1924 годах величиной не менее 5 млн человек, включая сюда и около 2 млн жителей польских, западных и прибалтийских губерний, входивших в состав Российской империи до Первой мировой войны, принявших гражданство новообразованных государств. В подавляющем большинстве эмигрантами были военные, дворяне, предприниматели, интеллигенция, казаки, духовенство, государственные служащие, а также члены их семей.

## Военная эмиграция
В мае 1920 года генералом Петром Врангелем был учреждён так называемый «Эмиграционный совет», спустя год переименованный в Совет по расселению русских беженцев. Гражданских и военных беженцев расселяли в лагерях под Константинополем, на Принцевых островах и в Болгарии; военные лагеря в Галлиполи, Чаталдже и на Лемносе (Кубанский лагерь) находились под английской или французской администрацией.

### Русская армия
После поражения в Перекопско-Чонгарской операции, Русская армия провела Крымскую эвакуацию из Севастополя с 11 по 14 ноября 1920 года: на корабли было погружено 15 тысяч казаков, 12 тысяч офицеров и 5 тысяч солдат регулярных частей, 10 тысяч юнкеров, 7 тысяч раненых офицеров, более 30 тысяч офицеров и чиновников тыла и до 60 тысяч гражданских лиц, в основном членов семей офицеров и чиновников.
В конце 1920 года картотека Главного справочного (или регистрационного) бюро насчитывала 190 тысяч имён с адресами. При этом количество военных оценивалась в 50—60 тысяч человек, а гражданских беженцев — в 130—150 тысяч человек.
После эвакуации из Крыма остатки Русской армии были размещены в Турции, где генерал Пётр Врангель, его штаб и старшие начальники получили возможность восстановить её как боевую силу. Ключевой задачей командования стало, во-первых, добиться от союзников по Антанте материальной помощи в необходимых размерах, во-вторых, парировать все их попытки разоружить и распустить армию и, в-третьих, дезорганизованные и деморализованные поражениями и эвакуацией части в кратчайший срок реорганизовать и привести в порядок, восстановив дисциплину и боевой дух.
Державы Антанты стремились превратить отступившую, но сохранившую свой боевой настрой и организованность Русскую армию в сообщество эмигрантов. «Ещё сильнее, чем физические лишения, давила нас полная политическая бесправность. Никто не был гарантирован от произвола любого агента власти каждой из держав Антанты. Даже турки, которые сами находились под режимом произвола оккупационных властей, по отношению к нам руководствовались правом сильного» — писал Никанор Савич, ответственный за финансы сотрудник Врангеля. Именно поэтому Врангель принимает решение о переводе своих войск в славянские страны.
Весной 1921 года Пётр Врангель обратился к болгарскому и югославскому правительствам с запросом о возможности расселения личного состава Русской армии в этих странах. Ответ был положительным. Частям было обещано содержание за счёт казны, включавшее в себя паёк и небольшое жалование, так как они поступали на службу в пограничные войска. 1 сентября 1924 года Пётр Врангель издал приказ об образовании «Русского Общевоинского Союза» (РОВС). В него включались все воинские части, сохранившие самоорганизацию личного состава, а также военные общества и союзы, которые приняли приказ к исполнению. Внутренняя структура отдельных воинских подразделений сохранялась в неприкосновенности, сам же РОВС выступал в роли объединяющей и руководящей организации. Его председателем стал Главнокомандующий, общее управление делами РОВС сосредотачивалось в штабе Врангеля. С этого момента можно говорить о превращении Русской армии в эмигрантскую организацию, при этом Русский общевоинский союз выступил законным преемником Русской армии. Об этом открыто говорили его создатели: «Образование РОВСа подготавливает возможность на случай необходимости, под давлением общей политической обстановки, принять Русской армии новую форму бытия в виде воинских союзов». Эта «форма бытия» позволяла выполнять главную задачу военного командования в эмиграции — сохранение имеющихся и воспитание новых кадров армии.
РОВС была связана с другими белоэмигрантскими организациями, ставящими себе цель свергнуть советскую власть, такими Братство русской правды. Однако из-за того, что РОВС претендовала на роль главной политической организации русской эмиграции, в отношения с другими организациями значительно осложнялись. Так, руководство РОВС запретило членам организации вступать в БРП.
Но шли годы, мир менялся, и РОВС стал терять популярность. В 1932 году генерал Деникин возглавил «Союз добровольцев». В 1936 году генералом Антоном Туркулом был создан Русский национальный союз участников войны, также отколовший часть эмигрантов и организаций из РОВСа. В 1939 году из-за изменения в Европе политической обстановки из РОВС выделились в самостоятельные организации его II (Германия) и VI (Чехословакия) отделы, образовавшие Объединение Русских Воинских Союзов.
Русские эмигранты издавали много журналов, в основном военно-исторического содержания, в которых печатались исторические статьи и воспоминания военнослужащих. Наиболее известные из них — «Первопоходник», «Вестник первопоходника». С 1929 года Василий Орехов, Евгений Тарусский и Сергей Терещенко в Париже стали издавать журнал «Часовой» — орган связи русских солдат и офицеров в эмиграции (журнал издавался до 1988 года).
Продолжали действовать кадетские корпуса, унтер-офицерские и офицерские военно-училищные курсы, но число их сокращалось, как и число их выпускников. Существовали многочисленные молодёжные организации скаутов, разведчиков, «витязей», «соколов».
В эмиграции было создано много полковых музеев частей Русской Императорской и Белых армий на средства самих ветеранов, некоторые из них имели свои помещения, но большинство существовало на правах «домашнего» уголка. Бывшие офицеры и солдаты передавали в музеи свои награды, знамёна, форму, сохранившиеся приказы и фотографии. Музейные экспонаты для эмигрантов становились символами, связывающими их с Родиной, помогали сохранить национальную гордость и становились историко-культурными центрами для бывших белогвардейцев. Например, большие коллекции сформировались в музеях Первого русского кадетского корпуса, русской культуры в Сан-Франциско, русской конницы в Белграде, при Военно-морском союзе. Благодаря помощи белоэмигрантов были созданы большие русские отделы в Доме инвалидов в Париже и в Королевском музее армии в Брюсселе. Со временем экспонаты многих из них были включены в экспозиции более крупных музеев русской военной эмиграции. В 1990-е годы некоторые из сохранившихся музеев, например, общества «Родина» (США) были переданы в Россию. Некоторые военные музеи русской военной эмиграции существуют и по сей день, как, например, Музей Лейб-гвардии казачьего полка, Музей русской военной были, Музей Общества ветеранов Великой войны в Сан-Франциско, Музей Русской культуры (там же).
Самым же знаменитым центром хранения русских реликвий в Северной Америке стал Свято-Троицкий монастырь в Джорданвилле, в котором хранятся знамёна Императорской и Добровольческих армий, документы ВСЮР и РОВС, архивы и иконы.
Всего русскими эмигрантами для сохранения реликвий армии было создано 122 музея, архива, библиотеки и оказана существенная помощь 44 иностранным в создании русских отделов.
Во время Второй мировой войны из белых эмигрантов в Югославии был сформирован Русский корпус, сражавшийся на стороне Германии с коммунистическими партизанами Тито, а позднее проведший отдельные бои с частями Красной армии.

### Казачество
В Европу эмигрировали и казачьи части. Русские казаки появились на Балканах. Все станицы, точнее — лишь станичные атаманы и правления, — подчинялись «Объединённому совету Дона, Кубани и Терека» и «Казачьему союзу», которые возглавлялись Богаевским.
Одной из самых крупных была Белградская общеказачья станица имени Петра Краснова, основанная в декабре 1921 года и насчитывавшая 200 человек. К концу 1920-х годов численность её сократилась до 70—80 человек. Долгое время атаманом станицы состоял подъесаул Н. С. Сазанкин. Вскоре из станицы ушли терцы, образовав свою станицу — Терскую. Оставшиеся в станице казаки вступили в РОВС и она получила представительство в «Совете военных организаций» IV отдела, где новый атаман генерал Марков имел одинаковое с другими членами совета право голоса.
В Болгарии к концу 1920-х годов насчитывалось не более 10 станиц. Одной из самых многочисленных была Калединская в Анхиало (атаман — полковник М. И. Караваев), образованная в 1921 году в количестве 130 человек. Менее чем через десять лет в ней осталось только 20 человек, причём 30 уехало в СССР. Общественная жизнь казачьих станиц и хуторов в Болгарии состояла в помощи нуждающимся и инвалидам, а также в проведении военных и традиционных казачьих праздников.
Бургасская казачья станица, образованная в 1922 году в количестве 200 человек, к концу 1920-х годов насчитывала также не более 20 человек, причём половина из первоначального состава вернулась домой.
В течение 1930—1940-х годов казачьи станицы прекращали своё существование в связи с событиями Второй мировой войны.

## Белая эмиграция в Европе
По неполным данным Службы по делам беженцев Лиги наций, в 1926 году в Европе официально было зарегистрировано 958,5 тысяч русских беженцев. Около 200 тысяч человек приняла Франция; около 300 тысяч приняла Турецкая республика; в Югославии, Латвии, Чехословакии, Болгарии и Греции — приблизительно по 30—40 тысяч человек.
Выполнивший функцию главной перевалочной базы для эмигрантов, Константинополь со временем утратил это значение. Признанными центрами эмиграции стали на её следующем этапе Париж, Берлин и Харбин, а также Белград и София. Русское население Берлина насчитывало в 1921 году около 200 тысяч человек, оно особенно пострадало в годы экономического кризиса, и к 1925 году их оставалось всего 30 тысяч человек. Приход национал-социалистов к власти в Германии оттолкнул часть русских эмигрантов от Германии. На первые места в эмиграции выдвинулись Прага и, в особенности, Париж, ставший крупнейшим центром и культурной столицей первой волны русской эмиграции. Ещё накануне Второй мировой войны, но в особенности во время боевых действий и вскоре после войны, обозначилась тенденция переезда части первой эмиграции в США.
Историк Кирилл Александров привёл оценку численности «не ассимилированных русских беженцев» по состоянию на 1937 год примерно в 342 тысячи человек. Наибольшее количество проживало в следующих странах:
- Франция — 110 тысяч человек;
- Польша — 80 тысяч человек;
- Германия — 45 тысяч человек;
- Югославия — 27 тысяч человек;
- Болгария — 18,5 тысяч человек.

По данным французской полиции, во Франции в 1939 году существовало около 800 эмигрантских организаций.

## Белая эмиграция в Китае
Перед революцией численность российской колонии в Маньчжурии составляла не менее 200—220 тысяч человек, а к ноябрю 1920 года — уже не менее 288 тысяч человек. С отменой 23 сентября 1920 года статуса экстерриториальности для российских граждан в Китае всё русское население в нём, в том числе и беженцы, перешло на незавидное положение апатридов. На протяжении всего периода Гражданской войны на Дальнем Востоке (1918—1922 годы) здесь наблюдалось значительное движение населения, заключавшееся, однако, не только в притоке населения, но и в значительном его оттоке — вследствие колчаковских, семёновских и прочих мобилизаций, реэмиграции и репатриации в большевистскую Россию.
Первый серьёзный поток русских беженцев на Дальнем Востоке датируется началом 1920 года — временем, когда уже пала Омская директория; второй — октябрём-ноябрём 1920 года, когда была разгромлена армия так называемой «Российской Восточной окраины» под командованием атамана Григория Семёнова (одни только регулярные его войска насчитывали более 20 тысяч человек; они были разоружены и интернированы в так называемых «Цицикарских лагерях» (рядом с городом Цицикар), после чего переселены китайцами в район Гродеково на юге Приморья); наконец, третий, — концом 1922 года, когда в регионе окончательно установилась советская власть. Морем выехали лишь несколько тысяч человек, основной поток беженцев направлялся из Приморья в Маньчжурию и Корею, в Китай, на КВЖД их, за некоторыми исключениями, не пропускали; некоторых даже высылали в Советскую Россию.
Вместе с тем в Китае, а именно в Синьцзяне на северо-западе страны, имелась ещё одна значительная (более 5,5 тысячи человек) русская колония, состоявшая из казаков генерала Бакича и бывших чинов белой армии, отступивших сюда после поражений на Урале и в Семиречье: они поселились в сельской местности и занимались сельскохозяйственным трудом.
Общее же население русских колоний в Маньчжурии и Китае в 1923 году, когда война уже закончилась, оценивалось приблизительно в 400 тысяч человек. Из этого количества не менее 100 тысяч получили в 1922—1923 годах советские паспорта, многие из них — не менее 100 тысяч человек — репатриировались в РСФСР (свою роль тут сыграла и объявленная 3 ноября 1921 года амнистия рядовым участникам белогвардейских соединений). Значительными (подчас до десятка тысяч человек в год) были на протяжении 1920-х годов и реэмиграции русских в другие страны, особенно молодёжи, стремящейся в университеты (в частности, в США, Австралию и Южную Америку, а также Европу).
Уже в 1920 году при участии КВЖД появился Харбинский техникум, впоследствии ставший Харбинским политехническим институтом, ректором которого был Устругов (бывший министр путей сообщения при Колчаке). Затем в Харбине открылись Педагогический институт, Медицинский институт, Коммерческий институт, Институт Востока, Юридический институт, Владимирская семинария и Северо-маньчжурский университет. В большинстве эти учебные заведения создавались на основе преподавательских кадров российской системы образования.
Отличительной чертой белой эмиграции в Маньчжурии стало продолжение активной вооружённой борьбы с советской властью: обстрелы советской территории из-за границы, рейды вооружённых отрядов на советскую территорию с целью террора и диверсий (например, в июне 1923 года была захвачена и разгромлена станция Дарасун в Забайкалье, в августе того же года — станция Белогорск, в январе 1924 года разрушен железнодорожный мост с крушением проходящего по нему поезда и на несколько дней прервано железнодорожное сообщение с Благовещенском), распространение в СССР пропагандистской литературы.
В 1931 году в Харбине на Дальнем Востоке, в Маньчжурии, где проживала большая русская колония, в среде русской эмиграции образовалась Российская фашистская партия. Партия была создана 26 мая 1931 года на 1-м съезде Русских фашистов, проходившем в Харбине. Лидером Российской Фашистской партии являлся К. В. Родзаевский.
Во время японской оккупации Маньчжурии было создано Бюро по делам русских эмигрантов во главе с Владимиром Кислицыным.

## Правовое положение эмигрантов
15 декабря 1921 года ВЦИК и СНК РСФСР был принят декрет, согласно которому с момента его издания лишались прав российского гражданства лица нижепоименованных категорий:
а) лица, пробывшие за границей беспрерывно свыше 5 лет и не получившие от советских представительств заграничных паспортов или соответствующих удостоверений до 1 июня 1922 года (этот срок не распространялся на страны, где не было представительств РСФСР, в каковых странах означенный срок должен был быть установлен после учреждения таковых представительств);
б) лица, выехавшие из России после 7 ноября 1917 года без разрешения советской власти;
в) лица, добровольно служившие в армиях, сражавшихся против советской власти или участвовавших в какой бы то ни было форме в контрреволюционных организациях;
г) лица, имевшие право оптации российского гражданства и не воспользовавшиеся этим правом к моменту истечения срока таковой;
д) лица, не подходящие под пункт «а», находящиеся за границей и не зарегистрировавшиеся в указанный в пункт «а» и в примечаниях к нему срок в заграничных представительствах РСФСР.
Таким образом, эмигранты оказывались лицами без гражданства. Их права защищали прежние российские посольства и консульства, по мере признания соответствующими государствами РСФСР и, затем, СССР превратившимися в негосударственные организации, так и вновь возникшие организации.
Совещание послов, созданное в Париже 2 февраля 1921 года во главе с Михаилом Гирсом, а после его смерти в 1932 году — во главе с Василием Маклаковым, поставило своей задачей «охранить до последней возможности идею общерусской государственности, дабы не дать распылиться всем организованным силам противобольшевистской России в их тяжёлой борьбе за русское дело». Было решено, что «до тех пор, пока державы отказываются признавать большевиков, единственным органом, имеющим характер постоянности, законной преемственности и сравнительной независимости от хода событий, является русское дипломатическое представительство за границей. В частности, только оно может нести ответственность за судьбу русских государственных средств и казённого имущества».
Однако целый ряд правовых вопросов, касающихся российских эмигрантов, можно было решить только на международном уровне. 27 июня 1921 года сессия Совета Лиги Наций приняла решение создать должность Верховного комиссара по делам русских беженцев. Им стал Фритьоф Нансен. В 1922 году появились нансеновские паспорта для эмигрантов из России.
До начала XXI века в разных странах оставались эмигранты и их дети, которые жили с нансеновским паспортом и, в конце концов, получили гражданство Российской Федерации. Среди них Анастасия Ширинская-Манштейн (1912—2009), старейшина русской общины в Тунисе, председатель Объединения кадет российских кадетских корпусов во Франции Андрей Шмеман (1921—2008).
Платные 5-франковые марки с изображением Нансена (нансеновские марки) наклеивались на нансеновские паспорта вместо гербов, символизирующих власть государства, после уплаты взноса и давали законную силу документу. Из средств, собранных за эти марки, формировался особый фонд, средства которого использовались прежде всего для облегчения переселения и устройства беженцев в заокеанских странах, прежде всего в Южной Америке. Управление этим фондом находилось в руках особого органа в составе представителя Совета Лиги Наций и представителя Административного совета Международного бюро труда.
Эмигрантские организации добивались участия в расходовании средств особого фонда. Х сессия Лиги Наций (сентябрь 1929 года) постановила, «чтобы часть фонда, образуемого от продажи нансеновских марок, была использована для пополнения фондов, учреждённых для оказания помощи беженцам, заслуживающих вспомоществования». Так, во Франции половина нансеновского сбора шла в Лигу Наций, а другая половина поступала в распоряжение Распределительного комитета в Париже, который входил в состав образованного в 1924 году Эмигрантского комитета во главе с Маклаковым. Эмигрантский комитет выполнял посреднические функции между полуофициальным Офисом по защите интересов российских беженцев (эмигрантского учреждения, ставшего преемником русского генерального консульства в Париже), французским правительством и русской колонией. Этот комитет распространял свою деятельность далеко за пределы Франции, в том числе был представлен в международных организациях.
30 июня 1928 года было подписано межправительственное соглашение о юридическом статусе русских и армянских беженцев. Оно учреждало представительства Верховного комиссара по делам беженцев в различных странах, которые должны были выполнять функции, лежащие обычно на консульствах. Также соглашение оговаривало личные права эмигрантов.
28 октября 1933 года представителями 12 государств была подписана Конвенция о юридическом статусе русских и армянских беженцев. Она приравнивала русских и армянских беженцев к «местным гражданам или иностранцам, наиболее привилегированным в силу международных соглашений», гарантировала беспрепятственный въезд и выезд из страны, выдававшей нансеновские паспорта, запрещала высылку беженцев за границу, кроме случаев преступления и нарушений общественного порядка, давала беженцам свободный доступ к судам и освобождение от судебного залога, давала облегчение в отношении права на труд и приравнивала к местным гражданам в отношении призрения и социального страхования, а также получении образования и обложения налогами.

## Политические настроения эмигрантов
Политические настроения и пристрастия начального периода русской эмиграции представляли собой достаточно широкий спектр течений, практически полностью воспроизводивший картину политической жизни дооктябрьской России.
Например, югославская, китайская и аргентинская эмиграции были настроены в основном монархистски, а чехословацкая, французская и американская в основном разделяли либеральные ценности.
В первой половине 1921 года характерной чертой было усиление монархических тенденций, объяснявшихся, прежде всего, желанием рядовых беженцев сплотиться вокруг «вождя», который мог бы защитить их интересы в изгнании, а в будущем обеспечить возвращение на родину. Такие надежды связывались с личностью Петра Врангеля, а затем Великого Князя Николая Николаевича Младшего, которому генерал Врангель подчинил крупнейшую организацию белого зарубежья — РОВС.
В 1923 году на Всеобщем съезде национально мыслящей русской молодёжи, прошедшем в Мюнхене, было решено образовать Союз «Молодая Россия». Его лидером стал Александр Казем-Бек. В 1925 году организация была переименована в Союз младороссов. Идеология младороссов отличалась крайней противоречивостью и эклектичностью.
В 1926 году в Париже состоялся Российский зарубежный съезд, на котором была сделана попытка координировать деятельность эмигрантских организаций.
В тридцатых годах была создана организация «Национальный Союз Русской Молодёжи», впоследствии переименовавшаяся в «Национально-Трудовой Союз Нового Поколения» (НТСНП). Её целью было противопоставить марксизму-ленинизму другую идею, основанную на солидарности и патриотизме. В неё вступили в основном дети эмигрантов первой волны.

## Участие белых эмигрантов в локальных военных конфликтах
- С 1920 года часть легионеров Французского Иностранного легиона составили бывшие белогвардейцы, прошедшие дорогами Индокитая, Африки и Ближнего Востока. Поступили на службу почти 8 тысяч человек, 4 тысячи из них погибли в боях[21][22].
- В 1921—1928 годах в гражданской войне в Китае на стороне Чжан Цзолиня в его войсках служили более 1000 русских инструкторов-эмигрантов, было сформировано несколько строевых частей (в частности, бригада К.П. Нечаева) и полностью укомплектованный русскими командами отряд бронепоездов[23]. По другим данным, Русская группа войск состояла из 65-й пехотной дивизии, Отдельной конной бригады, Инструкторской школы, дивизии бронепоездов. Потери погибшими к 1928 году составили более 2000 человек. Расформирована, личный состав получил временное гражданство[24]. Наибольшим успехом русских отрядов было взятие в 1925 году Шанхая[25].
- В 1924 году русский отряд в 120 бойцов привёл к власти в Албании Ахмета Зогу[26].
- В 1932—1935 годах русские эмигранты участвовали в Чакской войне на стороне Парагвая[27].
- В 1936 году Русский отряд воевал на стороне франкистов в Гражданской войне в Испании. При этом значительное количество русских эмигрантов воевало и на стороне республиканцев в составе интербригад[28].
- В 1937 году Шанхайский русский полк участвовал в войне Китая и Японии.

## Белая эмиграция во время Второй мировой войны
Вторая мировая война расколола белую эмиграцию на два лагеря: на прогерманский (все, кто участвовали в войне на стороне нацистской Германии и её союзников) и антигерманский (все, кто принял участие в движении Сопротивления и симпатизировал СССР). Их называли иногда соответственно «пораженцами» и «оборонцами».

### Коллаборационисты
По утверждению историка Олега Будницкого, если сравнивать число тех, кто принял участие в движении Сопротивления и выступил на стороне нацистской Германии, то подавляющее большинство эмигрантов выступило на стороне нацистской Германии и её союзников. В качестве наиболее веской аргументации Олег Будницкий ссылается на самый многочисленный из всех белоэмигрантских формирований, воевавших на стороне нацистской Германии, Русский корпус в Югославии, через который за всё время войны прошло около 17 тысяч человек, из которых около 5,5 тысяч были граждане СССР.
С другой стороны, по словам адмирала Михаила Кедрова, который командовал в 1920 году врангелевским флотом: «Немцам не удалось увлечь за собой нашу эмиграцию — только единицы пошли за ними, наивно мечтая, что они, завоёвывая Россию для себя и готовя русский народ к роли удобрения для „великого германского народа“, вернут им потерянные имения». К тому же значительное количество эмигрантов обосновалось в США, и, по данным Ю. И. Прохорова, в армии США во время Второй мировой войны служило не менее пяти тысяч казаков.
Эмигранты служили в РОА, дивизии «Руссланд» и других коллаборационистских формированиях. Датско-русский эмигрант Кристиан фон Шальбург даже командовал датским формированием войск СС. Наиболее известными из ставших коллаборационистами эмигрантов были Пётр Краснов и Андрей Шкуро. Претендент на российский престол Владимир Кириллович после начала Великой Отечественной войны 26 июня 1941 года заявил:

В этот грозный час, когда Германией и почти всеми народами Европы объявлен крестовый поход против коммунизма-большевизма, который поработил и угнетает народ России в течение двадцати четырёх лет, я обращаюсь ко всем верным и преданным сынам нашей Родины с призывом: способствовать по мере сил и возможностей свержению большевистской власти и освобождению нашего Отечества от страшного ига коммунизма.

 Однако руководством Третьего Рейха было запрещено распространение этого акта под угрозой интернирования его автора.
Когда до белой эмиграции стали доходить сведения о насилии гитлеровцев над гражданским населением на оккупированных территориях СССР, число поддерживающих нацистскую Германию эмигрантов стало резко сокращаться.
В 1938 году японскими оккупационными властями в Китае был сформирован отряд Асано из 4 рот, набранных из белоэмигрантов. В дальнейшем отряд был развёрнут в бригаду численностью 3,5 тыс. человек. Вёл подготовку и заброс диверсантов в Советскую Россию. Расформирован в 1945 году.

### Антигитлеровцы
Много белых эмигрантов выступили и против Германии и её союзников. Так, в движении Сопротивления во Франции и Бельгии принимали участие ряд проживавших там белых эмигрантов.
Вот некоторые из них: Ариадна Александровна Скрябина, Михаил Александрович Струве, Зинаида Алексеевна Шаховская, Иван Иванович Троян, Борис Владимирович Вильде, Вера Аполлоновна Оболенская, Игорь Александрович Кривошеин, Анатолий Николаевич Левицкий, Гайто Газданов, Дмитрий Георгиевич Амилахвари, Александр Борисович Катлама, Александр Адамович Беннигсен, Георгий Леонидович Рошко, Николай Васильевич Вырубов, Кирилл Дмитриевич Померанцев, Илья Алексеевич Британ, Давид Миронович Фиксман, Константин Львович Фельдзер, Владимир Львович Корвин-Пиотровский, Владимир Николаевич Лосский, Лев Владимирович Поляков, Эммануил Матусович Райс, Евгений Францевич Роговский, Сергей Ростиславович Эрнст, Анна Юрьевна Смирнова-Марли.
Научные сотрудники Музея человека в Париже Борис Вильде и Анатолий Левицкий организовали в подвале музея типографию, которая в конце 1940 года выпустила первый номер листовки, озаглавленной словом «Сопротивляться!», давшей название всему патриотическому движению во Франции. В конце 1941 года они были арестованы и в феврале 1942 года Вильде, Левицкий и ещё пять человек этой подпольной группы были расстреляны у стены форта Мон-Валерьен. Историк Борис Ковалёв утверждал, имея в виду Бориса Вильде и Анатолия Левицкого, что «нельзя забывать, что в той же самой Франции движение Сопротивления начинается из среды русской иммиграции, а не из среды этнических французов». Фактически же вдохновил русскую эмиграцию на войну против Германии Антон Иванович Деникин, который отказался даже под угрозой смерти сотрудничать с Германией и осудил всех, ушедших на сторону Германии.
Известными также стали такие эмигранты-участники движения Сопротивления, как Вера Оболенская, монахиня Мария (Скобцова), Игорь Кривошеин, Гайто Газданов и Марина Шафрова-Марутаева. В Югославии же значительная часть белых эмигрантов, которая служила в Вермахте, СС или хорватском домобранстве, после фактического начала геноцида сербов стали покидать ряды и переходить к антигитлеровским военным формированиям: многие из эмигрантов, как Аркадий Попов или Олег и Лев Окшевские, продолжили службу в авиации союзников. По свидетельству Никиты Толстого, внука Льва Толстого, в Белграде более 80 % представителей белой эмиграции встали на сторону своей исторической Родины, в то время как «пораженцев» (сочувствовавших Германии и её союзникам) насчитывалось не более 15—20 %.
2 июля 1941 года экзарх Московского Патриархата в Северной Америке митрополит Вениамин (Федченков) выступил в Нью-Йоркском комплексе Madison Square Garden на огромном митинге, состоящем в основном из эмигрантов. В своей речи он сказал: «Я не политик, а простой наблюдатель. Но всякий знает, что момент наступил самый страшный и ответственный для всего мира. Можно и должно сказать, что от конца событий в России зависят судьбы мира… И потому нужно приветствовать намерение Президента и других государственных мужей о сотрудничестве с Россией в самый ближайший момент и во всякой форме. Вся Русь встала! Не продадим совесть и Родину!» Митрополит Вениамин (Федченков) участвовал в работе комитетов по сбору пожертвований, разъезжал по стране, выступая с речами и проповедями.
Эмигрантка из России Анна Смирнова-Марли написала русские слова и музыку знаменитой «Песни партизан», ставшей впоследствии гимном французского сопротивления.
В США в годы Великой Отечественной войны широко развернулась просоветская деятельность той части белой эмиграции, которая группировалась вокруг Американо-русского общества взаимопомощи (АРОВ), деятельность которого была направлена на оказание помощи Советскому Союзу. Белоэмигранты проводили массовые митинги и собрания, был организован сбор средств и тёплых вещей для Красной армии. В начале войны композитор Сергей Рахманинов дал большой концерт, сбор от которого был передан в фонд Красной армии.

## Реэмиграция
В феврале 1921 года из Турции вернулись в Россию 3 300 эмигрантов, 30 марта пароход «Решид-Паша» увёз в Россию ещё 5869 человек. Более пяти тысяч репатриантов из Константинополя в 1921 году удалось вывезти Александру Серебровскому, члену Главконефти и председателю Бакинского нефтяного комитета, для работы на бакинских промыслах.
3 ноября 1921 года было принято постановление ВЦИК РСФСР «О порядке восстановления в правах гражданства отдельных категорий лиц, которые были лишены этих прав в силу Конституции РСФСР или отдельных постановлений центральной и местной власти». Оно объявило амнистию «в ознаменование четвёртой годовщины власти трудящихся в связи с окончанием войны и переходом на мирное строительство». Эта амнистия коснулась всех участников военных организаций Колчака, Деникина, Врангеля, Савинкова, Петлюры, Булак-Балаховича, Пермикина и Юденича, «путём обмана или насильственно втянутых в борьбу против Советской власти» и распространялась лишь на эмигрантов, находившихся в Польше, Румынии, Эстонии, Литве и Латвии.
9 июня 1924 года было принято постановление ВЦИК РСФСР «О распространении амнистии, объявленной 3 ноября 1921 года, на всех находящихся на Дальнем Востоке, в Монголии и Западном Китае рядовых солдат белых армий». Проведение амнистии возлагалось на специальные миссии НКИД и РОКК за рубежом.
Согласно циркуляру НКВД РСФСР № 138 от 8.05.1923, не подпадавшим под амнистию лицам (фельдфебелям, юнкерам, участникам кадетских отрядов, прапорщикам, корнетам, подпоручикам, жандармам, военным чиновникам белых армий), в случае изъявления ими желания восстановить себя в гражданстве СССР, рекомендовалось обращаться с ходатайствами на имя ЦИК через советские полпредства. От них при этом требовалось указать все совершённые ими «преступления против рабоче-крестьянского правительства». ОГПУ разъясняло НКИД, что белое офицерство никакими льготами не пользуется и должно «ликвидировать свои отношения к белому движению собственными средствами. Единичные ходатайства могли быть удовлетворены при наличии поручительства в их будущей лояльности по отношению к Советской власти» некоего «известного лица».
За 1921—1931 годы в РСФСР и другие республики СССР возвратились 181 432 эмигранта, из них только в 1921 году — 121 843 человек. Из белой эмигрантской колонии в Китае, составлявшей почти 400 тысяч человек, не менее 100 тыс. получили в 1922—1923 годах советские паспорта, не менее 100 тысяч человек репатриировались за эти годы в РСФСР.
С 1921 года в странах расселения эмигрантов стали возникать Союзы возвращения на Родину. В 1921 году в Праге был издан сборник статей «Смена вех», авторы которых утверждали, что большевистская власть уже «переродилась» и действует в национальных интересах России, поэтому необходимо примирение и сотрудничество с ней. Со временем понятие «сменовеховство» стало распространяться не только на авторов сборника «Смена вех» и их последователей, но и на всех сторонников примирения и сотрудничества с коммунистическим режимом в СССР. Первым идеологом сменовеховства был профессор Николай Устрялов, впоследствии вернувшийся в СССР и расстрелянный в 1937 году, как и многие другие реэмигранты.
Но большая часть белой эмиграции стала категорическим противником возвращения эмигрантов в СССР, особенно в Советскую Россию и вступила в идейную борьбу против агитации Союзов возвращения на Родину и сменовеховцев, выдвинув в качестве антипода возвращенчества идею непримиримости.
Новый всплеск возвращенческих настроений у эмигрантов относится к периоду после Второй мировой войны. После издания 14 июня 1946 года Указа Президиума ВС СССР о восстановлении в гражданстве СССР подданных бывшей Российской империи, проживающих на территории Франции, многие белые эмигранты решили стать гражданами СССР и впоследствии получили советские паспорта. «Союз советских граждан во Франции» объединял в своих рядах одиннадцать тысяч членов. Затем по Указу Президиума ВС СССР от 10.11.1945 и Указу Президиума ВС СССР от 20.01.1946 то же право получили и эмигранты, находившиеся в Китае.

## Значение первой волны эмиграции
В результате событий революции и Гражданской войны Россию покинуло, по разным оценкам, до 3 миллионов человек. Значительная часть эмигрантов ассимилировалась в странах проживания. При этом среди их потомков в третьем и четвёртом поколениях сохраняется интерес к России как к исторической родине предков.
Несмотря на сложные условия существования вне родины (отсутствие государственной поддержки, нестабильный правовой статус, неоднократные потери имущества), первая волна русской эмиграции внесла существенный вклад в мировую науку, культуру и технологический прогресс. Среди эмигрантов — три нобелевских лауреата: писатель Иван Бунин, экономист Василий Леонтьев и химик Илья Пригожин. Крупнейшие фигуры мирового искусства также представляли русскую эмиграцию: музыканты Фёдор Шаляпин и Сергей Рахманинов, художники Василий Кандинский и Марк Шагал, композитор Игорь Стравинский, артист балета Борис Князев. Значителен вклад эмигрантов в науку и инженерию: авиаконструктор Игорь Сикорский, изобретатели Александр Понятов и Владимир Зворыкин, химики Владимир Ипатьев и Георгий Кистяковский, казачий деятель и публицист Николай Фёдоров. Писатель Владимир Набоков достиг признания как в русской, так и в англоязычной литературе. В спорте известность получили автогонщик Борис Ивановский и бейсболист Виктор Старухин.
Русская церковная эмиграция сыграла ключевую роль в распространении и организации православия за пределами России, способствуя созданию новых церковных структур. В 1920-х — 1930-х годах она пережила ряд канонических разделений, приведших к образованию нескольких независимых юрисдикций: Русской Православной Церкви Заграницей, Западноевропейского экзархата русских приходов, Северо-Американской митрополии (ныне Православная Церковь в Америке) и приходов, оставшихся в юрисдикции Московского Патриархата. До окончания Второй мировой войны РПЦЗ объединяла большинство русских приходов в Европе.

## В произведениях культуры и искусства
В литературе
- Аверченко А. «Записки Простодушного. „Я в Европе“: Турция, Чехо-Словакия. Новые рассказы из жизни эмиграции» (1923)
- Бунин И. «Окаянные дни» (1926)
- Толстой А. «Похождения Невзорова, или Ибикус» (1924), «Эмигранты» (1931)
- Булгаков М. «Белая гвардия» (1923—1925), «Бег» (годы написания: 1926—1927, первое издание: 1962)
- Газданов Г. «Вечер у Клэр» (1929)
- Набоков В. «Подвиг» (1932), «Другие берега» (1953)
- Кюсаку Ю. «Конец льда (яп. 氷の涯)» (1933)
- Труайя А. «Сын сатрапа» (2005)
- Барякина Э. «Белый Шанхай» (2010)

Документальная литература
- Ильина Н. «Возвращение» (об эмиграции в Китае)
- «Дети эмиграции. Воспоминания» / Под ред. В. В. Зеньковского. — М.: Аграф, 2001. — (Символы времени). — ISBN 5-7784-0143-4.

В кинематографе
- х/ф «Серый волк» (1962) по мотивам романа «Сказка о сером волке» Евгения Пермяка.
- х/ф «Бег» (1970) по мотивам произведений М. А. Булгакова «Бег», «Белая гвардия» и «Чёрное море».

Документальное кино
- «Не будем проклинать изгнание»
- Документальная многосерийная лента «Русские без России» Никиты Михалкова о судьбе русской белой эмиграции.